# Timberlane, Illinois
Timberlane là một làng thuộc quận Boone, tiểu bang Illinois, Hoa Kỳ. Năm 2010, dân số của làng này là 934 người.

## Dân số
Dân số qua các năm:
- Năm 2000: 234 người.
- Năm 2010: 934 người.